# گونگر یوراس
گونگر یوراس (ترکی استانبولی: Güngör Uras; زادهٔ ۲۲ ژوئیهٔ ۱۹۳۳ – ۱۹ اوت ۲۰۱۸) روزنامه‌نگار اهل ترکیه بود.
او بیش از ده هزار مقاله اقتصادی در روزنامه‌های مختلف نوشت.
او بین سال‌های ۱۹۶۸ تا ۲۰۱۸ میلادی فعالیت می‌کرد.